# Återupprättade reformerta kyrkan
Återupprättade reformerta kyrkan (Hersteld Hervormde Kerk, HHK) är ett kalvinistiskt trossamfund bildat av församlingar inom den Nederländska reformerta kyrkan som motsatte sig bildandet av Protestantiska Kyrkan i Nederländerna 2004.
Man har uppskattat denna kyrkas medlemstal till mellan 35 000 och 70 000 medlemmar, i omkring 118 lokala församlingar.
HHK ser de lutherska och reformerta trosbekännelserna som oförenliga.
Man förrättar inga vigslar av kvinnliga präster eller homosexuella par.

### Fotnoter
1. ↑  http://www.nd.nl/artikelen/2014/maart/28/lichte-groei-aantal-leden-hersteld-hervormde-kerk